# Pematang Kancil
Pematang Kancil is een bestuurslaag in het regentschap Merangin van de provincie Jambi, Indonesië. Pematang Kancil telt 1162 inwoners (volkstelling 2010).